# 百佳超級市場
百佳超級市場是長江和記實業旗下屈臣氏集團的連鎖超級市場集團，1973年在香港島赤柱開設的裕光超級市場及和平超級市場合併為首間百佳超級市場。現時在香港、澳門和中國大陸華南地區有超過345間分店，其中逾50間為超級市場及購物廣場，佔全港超級廣場總數超過7成。
百佳與惠康兩大連鎖超級市場集團共佔據香港超過7成的市場佔有率。
按市場調查機構 EuroMonitor 估計，2020年百佳系在香港市場佔有率約為37.4%，超越市佔率約31.4％的惠康系超市，成為全港最大的超市集團。
2012年百佳收益總額為217億港元，佔集團去年整體營業額3984億元的5.5%，佔和黃總營業額不足一成。

## 分店
| 品牌           | 香港 | 澳門 |
| -------------- | ---- | ---- |
| 百佳超級市場   | 149  | 7    |
| FUSION         | 61   | 0    |
| TASTE          | 10   | 1    |
| TASTE x FRESH  | 7    | 0    |
| FOOD LE PARC   | 3    | 0    |
| GREAT          | 1    | 0    |
| 百佳冷凍食品   | 2    | 0    |
| 便利佳 express | 1    | 0    |

截至2025年6月，全集團於香港共236店，澳門共8店。

## 演出活動
- 薛家燕 香港仔中心(2016年)
- 林奕匡 (2016年)
- 姚婥菲 屯門市廣場(2022年)
- 炎明熹(2022年)
- 劉穎鏇 小西灣藍灣半島(2023年)

## 歷史

### 香港

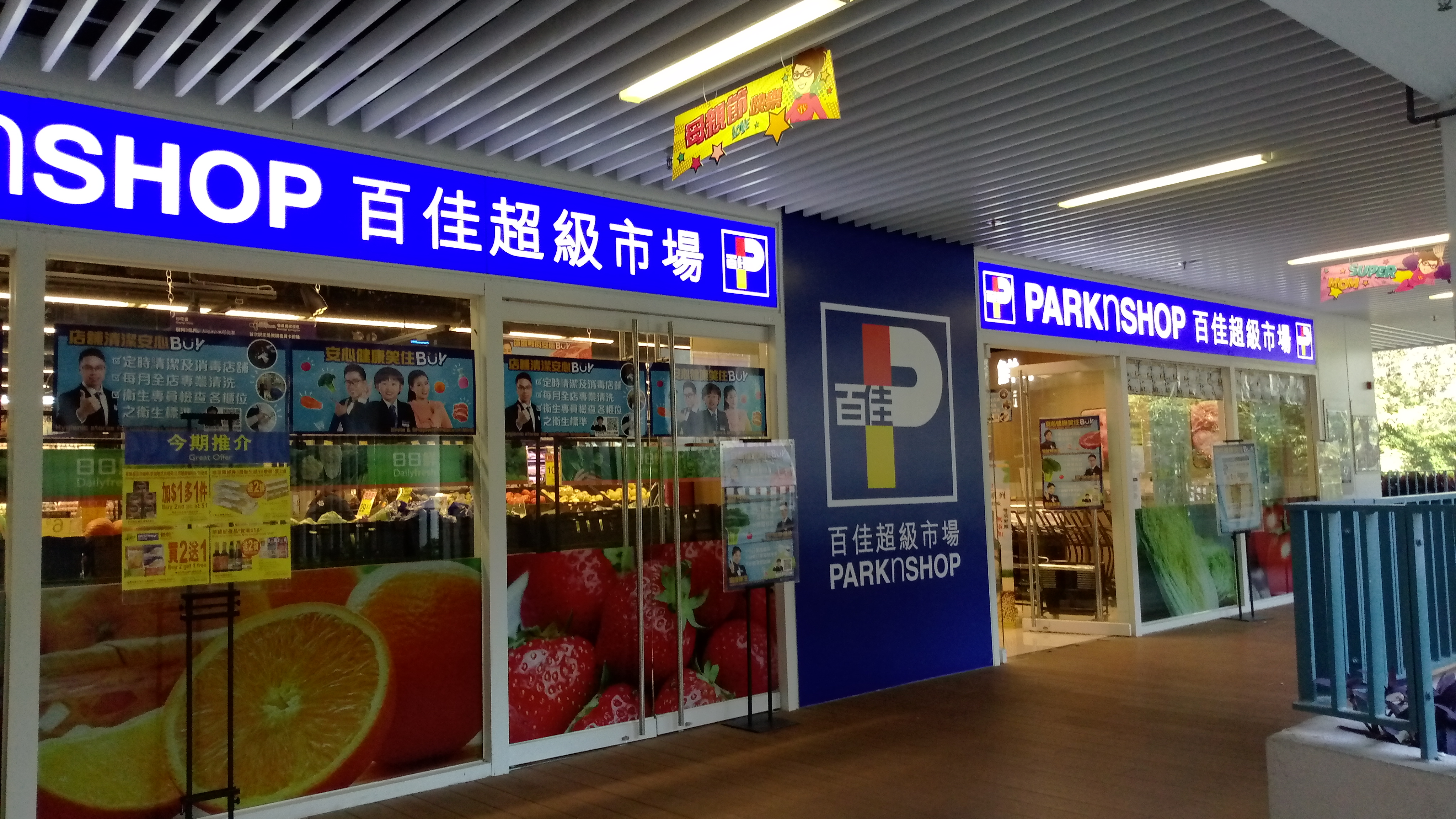
百佳超級市場（深水埗蘇屋邨店）

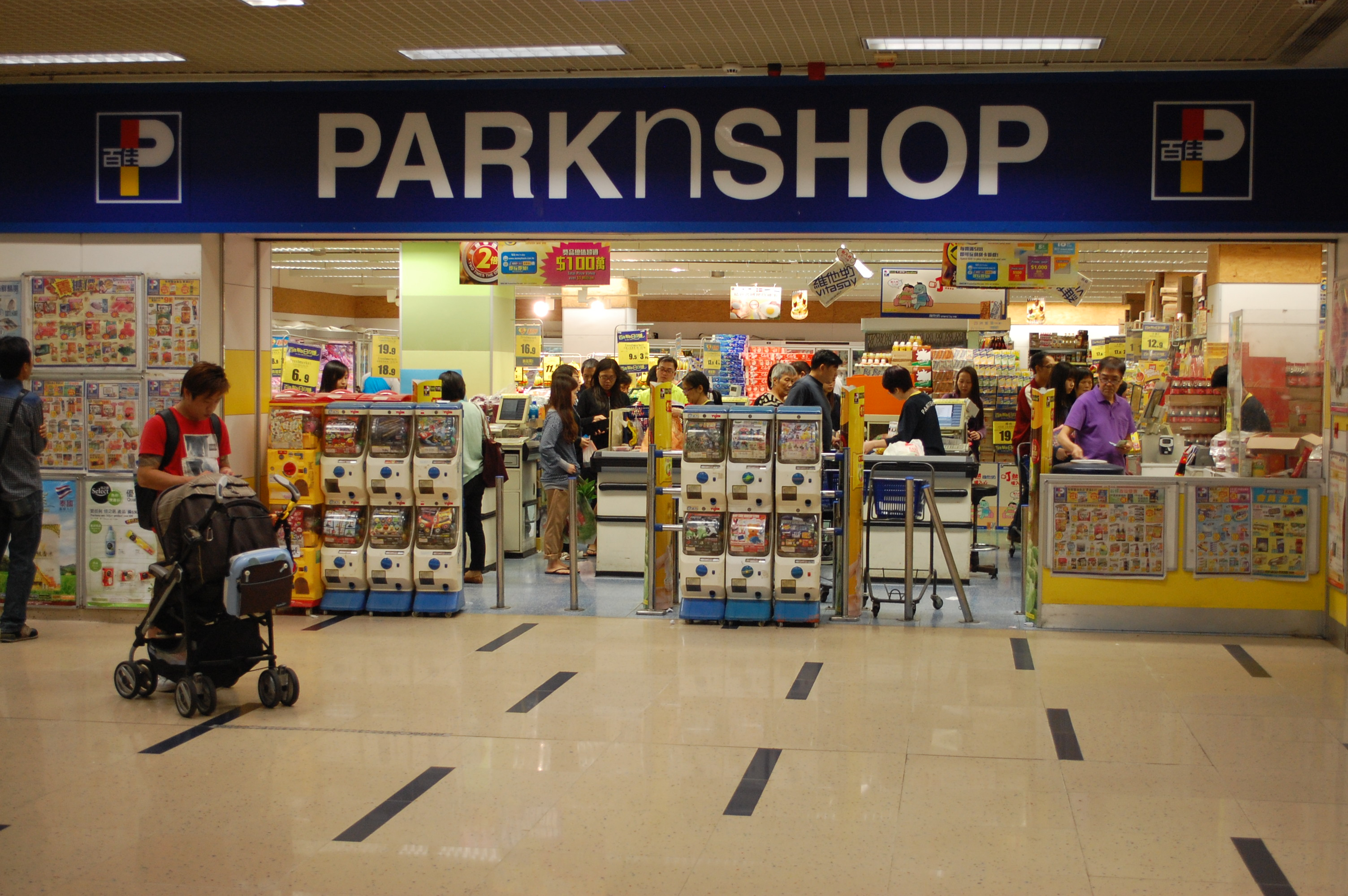
百佳超級市場（深水埗富昌邨店，已結業）

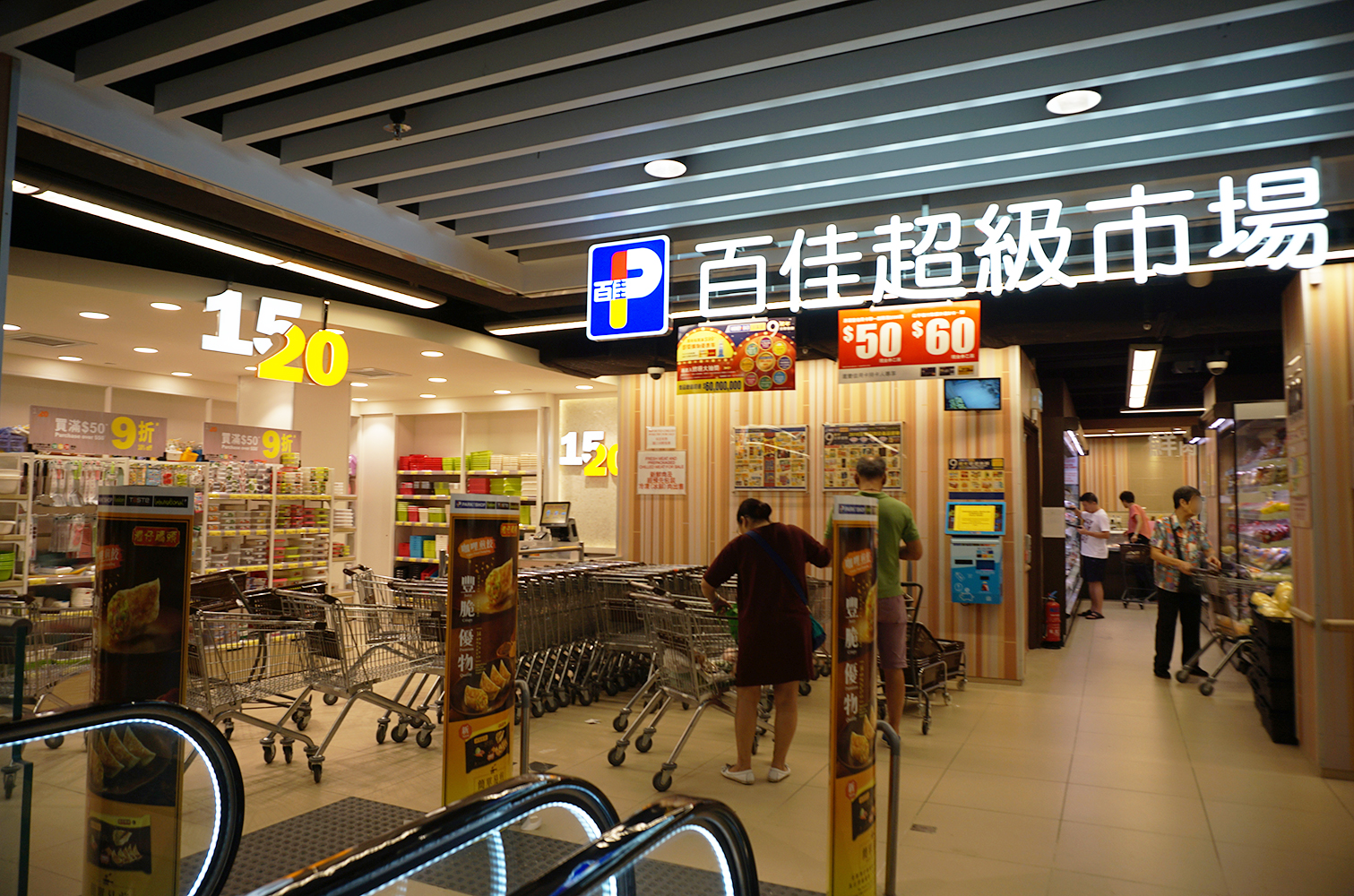
百佳超級市場（鴨脷洲利東邨店）

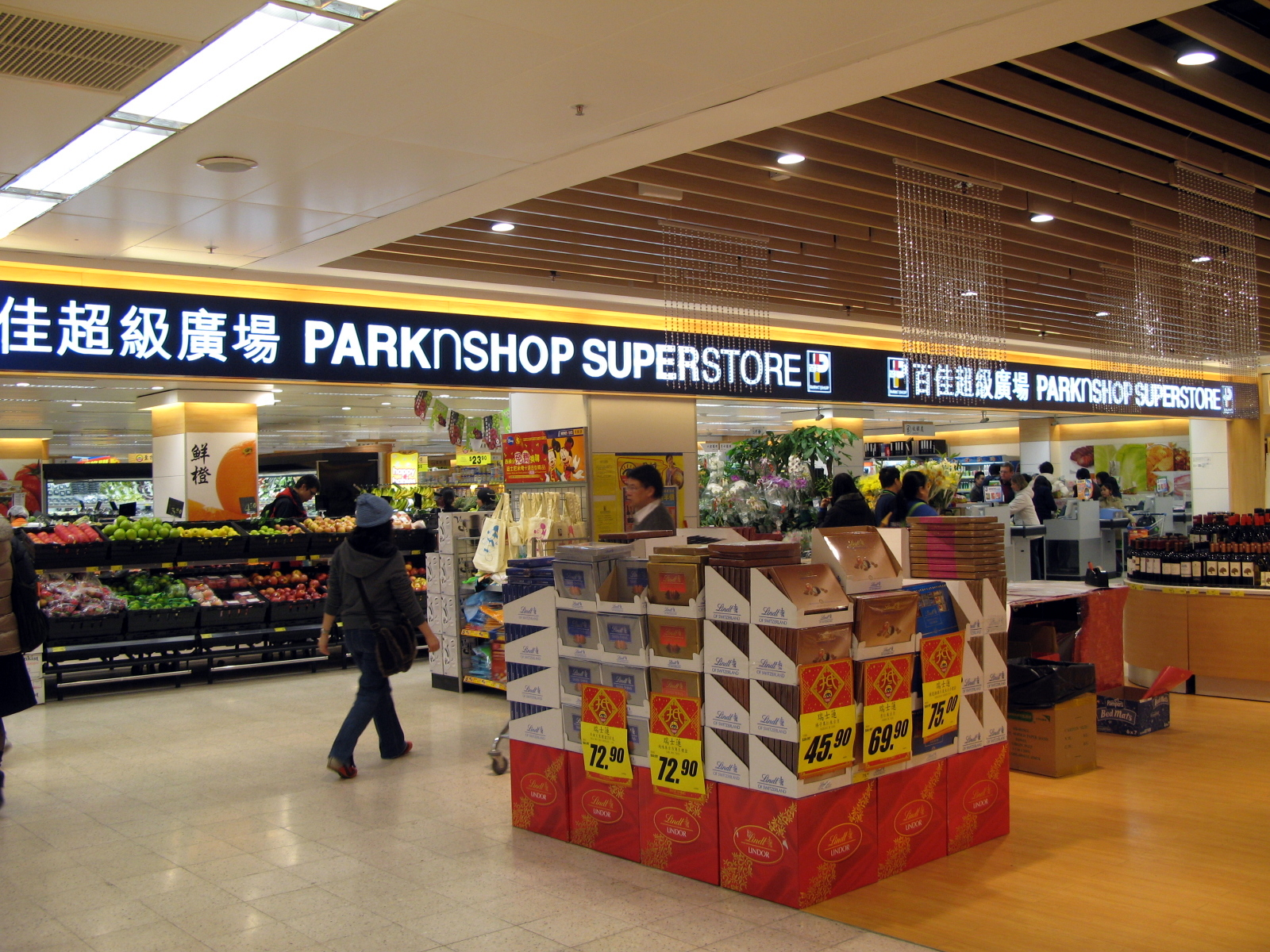
百佳超級廣場（杏花新城店，現已改建為旗下的 fusion by PARKnSHOP）

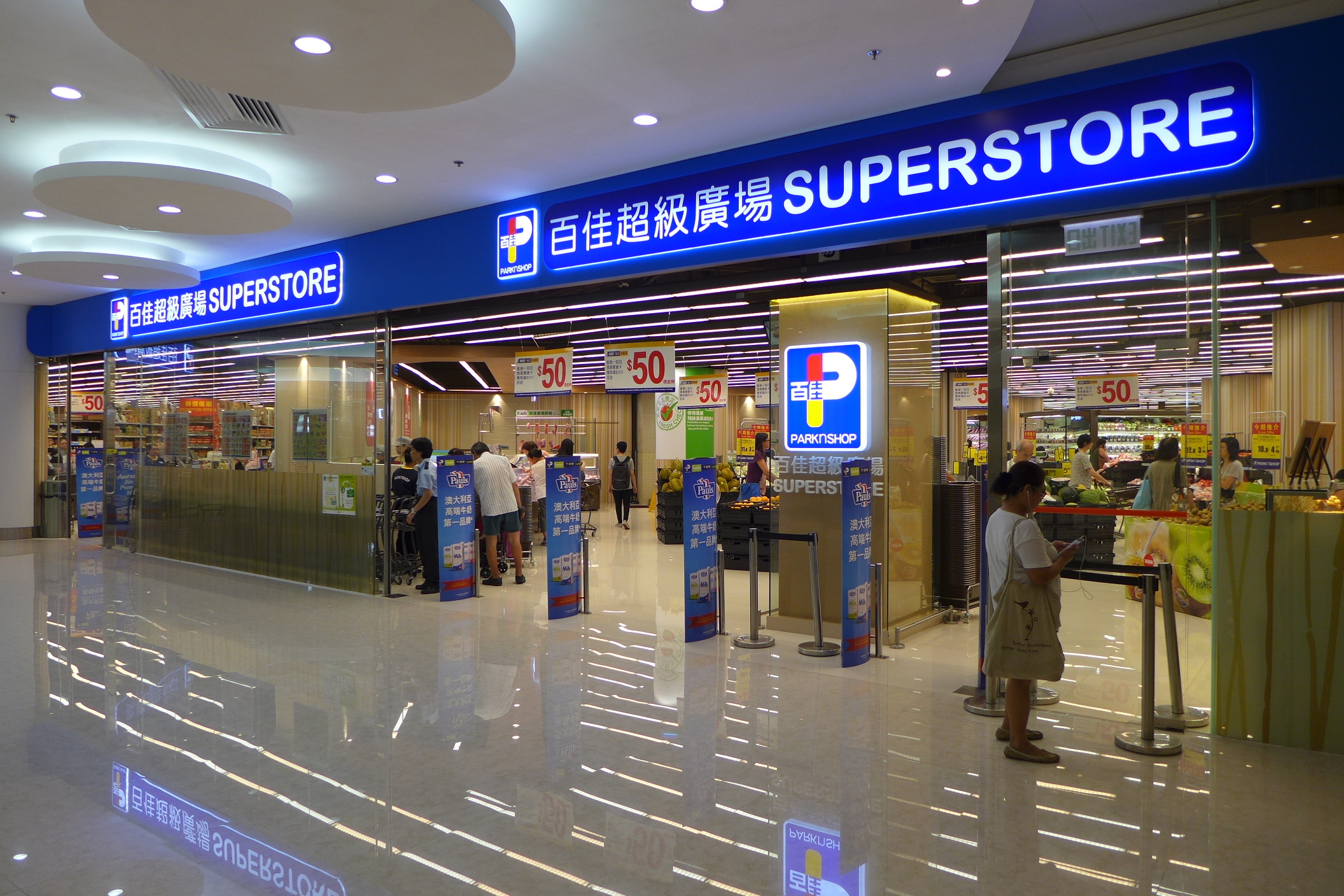
百佳超級廣場（海怡廣場 (西翼) 店，已改為旗下的TASTE x FRESH）

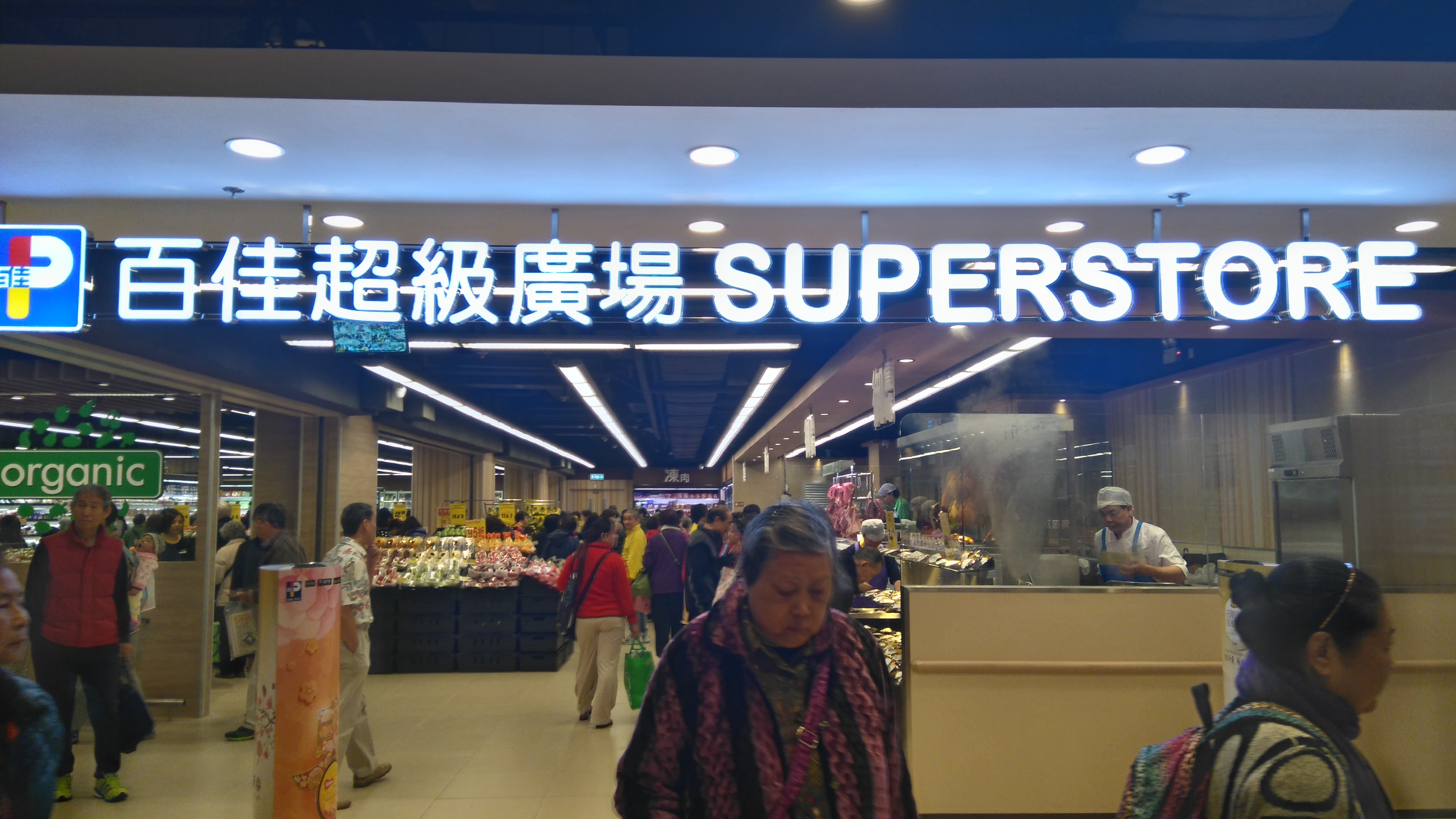
百佳超級廣場（TKO Gateway 店

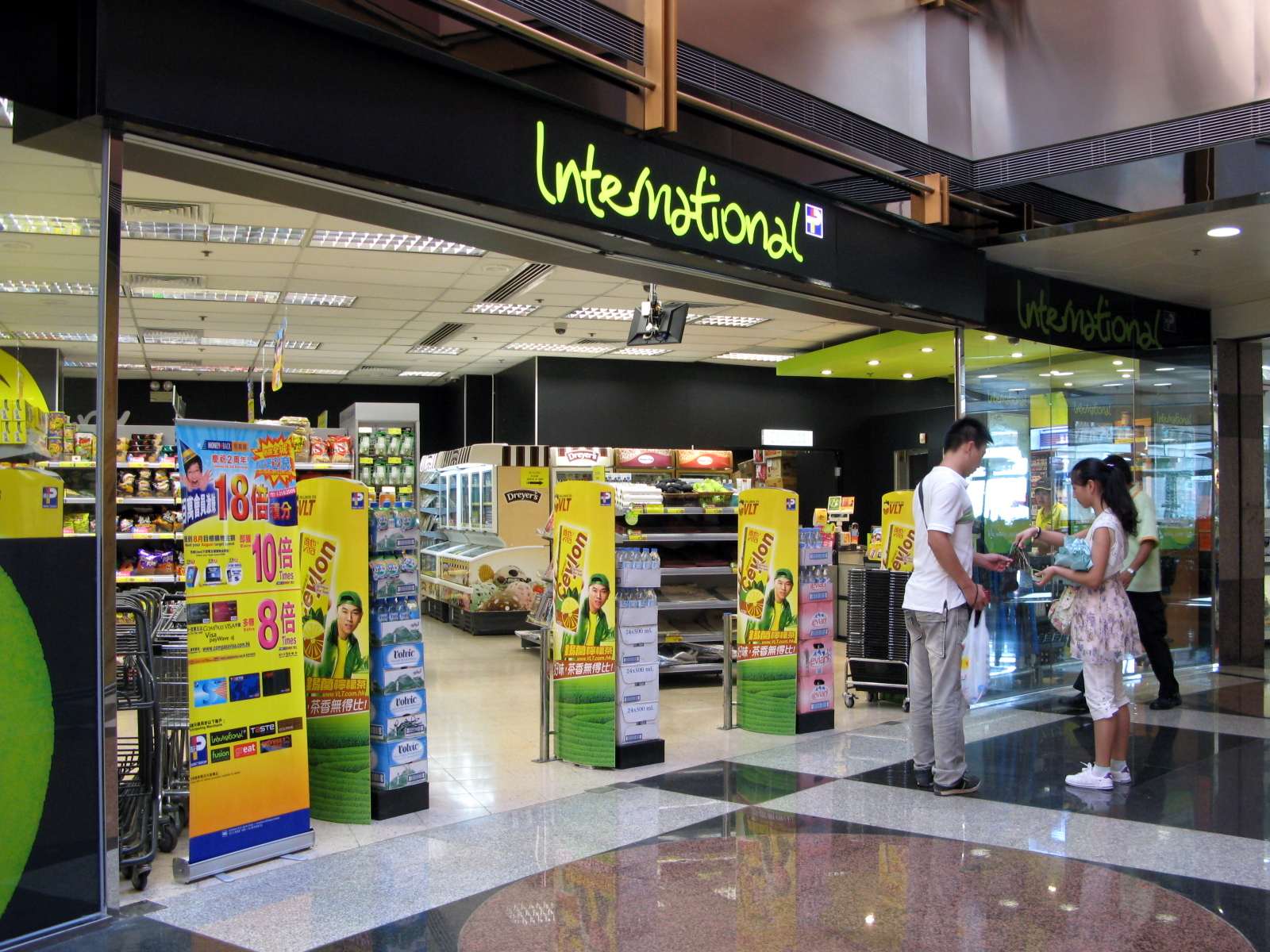
International by PARKnSHOP（山頂廣場店，已結業）

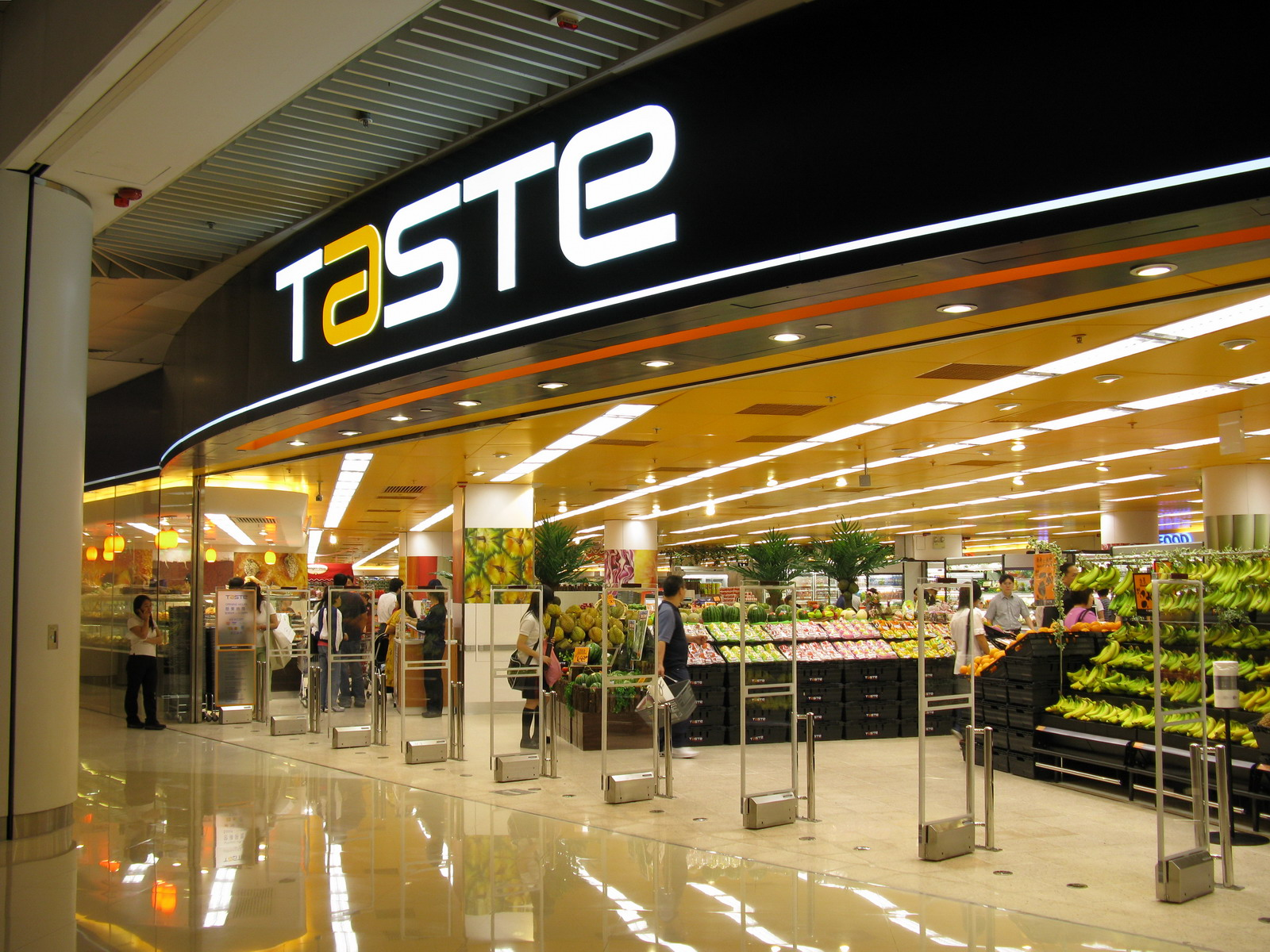
TASTE（奧海城2期店，已結業）

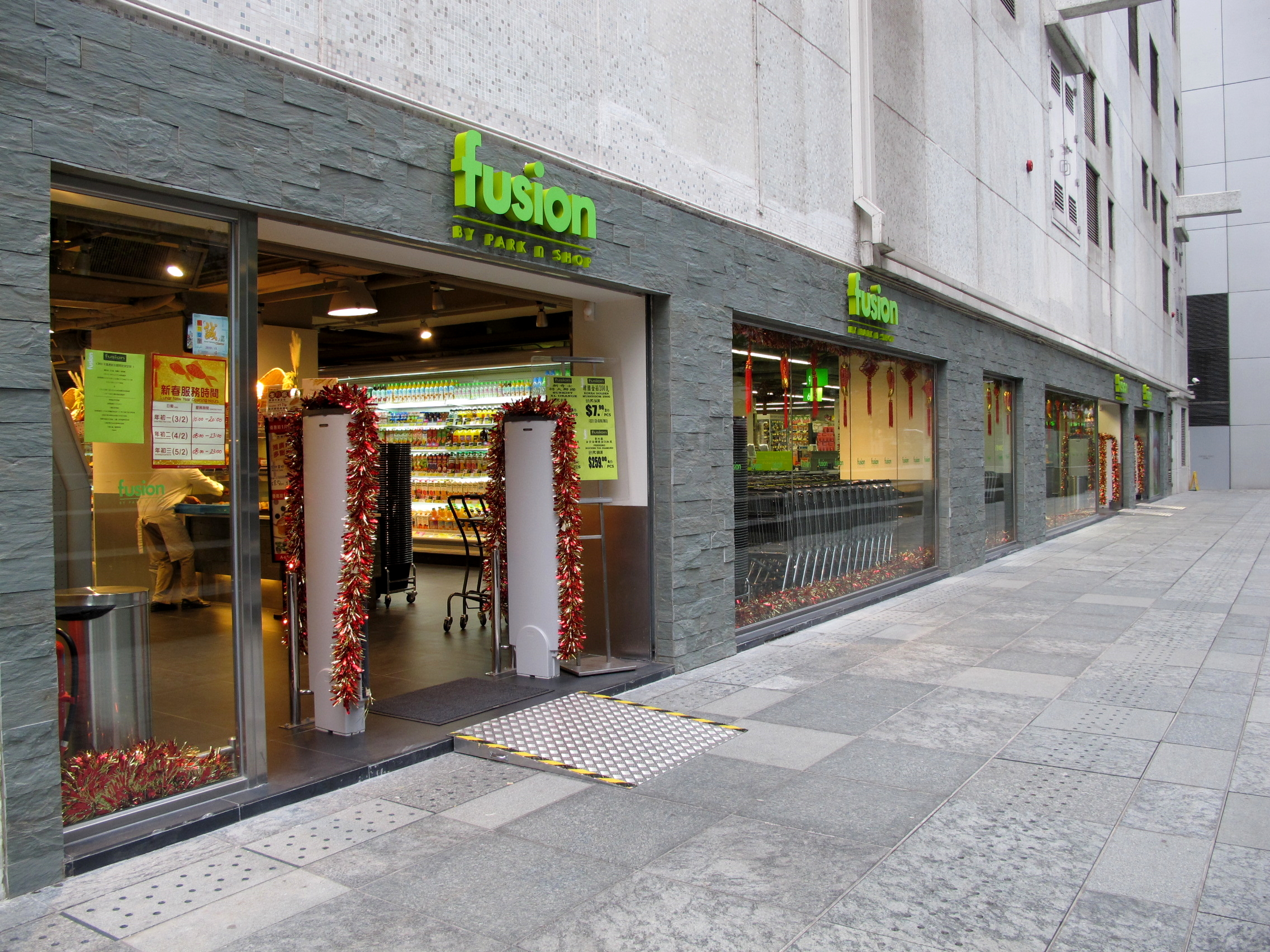
百佳 Fusion（鰂魚涌華蘭中心店，已改為旗下的 Food le Parc）

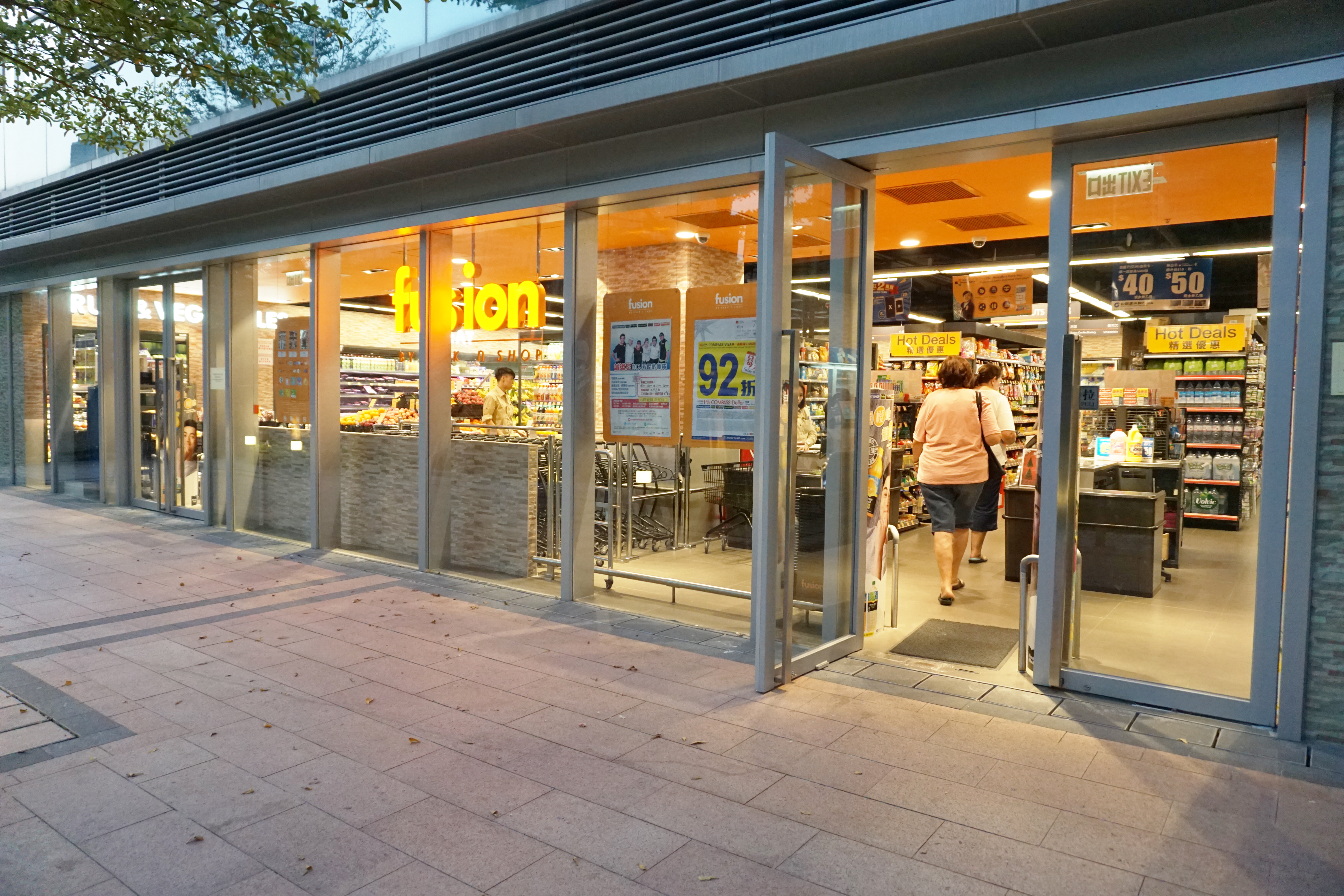
百佳 Fusion（東涌東環店）

#### 開業初期
1973年同在香港赤柱開設的裕光超級市場及和平超級市場合併改名為百佳超級市場（PARKnSHOP）。
為了與家樂福抗衡，百佳於1996年將1986年在黃埔花園第2期錦桃苑之店舖遷往第12期銀竹苑並開設了全港首間超級廣場。其後，又於2002年在將軍澳新都城開設全港首家購物廣場。
百佳於1995年創立兩個專有品牌─「超值牌」和「佳之選」售賣日用品。
1996年，百佳在九龍黃埔花園第12期家居庭開設全港首間超級廣場，佔地達45,000平方呎，部分無天花板設計，將西方的超市概念與傳統濕貨街市合而為一，並在全球各地搜羅各式各樣的貨品，並兼售新鮮蔬果、活魚海鮮、以至燒味、鹵味等傳統中式美食。當年找來香港男歌手鄭伊健任黃埔新天地代言人，配合首間百佳超級廣場作宣傳，並拍攝黃埔新天地主題曲發現MV，部分以首間百佳超級廣場作背景。其後縮細後分拆成多間細舖如補習社等。其後再縮細分拆部分舖位給豐澤電器，並升級為Taste。1997年初，百佳將北角和富中心、銅鑼灣興利中心及觀塘麗港城商場分店升格為超級廣場。1997年中旬，百佳超級廣場開始擴展到多個地方。截至1998年，百佳超級廣場已有28間分店，遍佈於港九新界。
1998年，百佳推出「新鮮衛生檢定計劃」，在港設立首間食品安全化驗所，其後又成立食品衛生檢定學堂，為員工和供應商提供相關培訓。另更斥資3,000萬美元，興建亞洲首座有多重溫度控制的電腦化分銷及處理中心。

#### 2000年代
2000年12月，位於金鐘太古廣場地庫的百佳超級廣場改名為「great」美食購物廣場正式開業，店舖佔地34,500平方呎，走高檔路線。
2002年，百佳在將軍澳MCP新都城中心二期開設全港首創的百佳購物廣場「Megastore」，佔地達72,000平方呎，特色為設有多部電視，播放 M Channel 節目，類似百貨公司形式，為顧客提供現代化的一站式購物服務。除新鮮食品和糧油雜貨，購物廣場還供應各式各樣的日用品，包括床單、毛巾、廚房用具、玩具、時裝、最新的唱片、電影影碟、藥房及電器等，將同集團之公司屈臣氏及豐澤的產品帶入其中。2009年9月，翻新將軍澳新都城中心開設的購物廣場「Megastore」，分店面積縮小並分拆成多間細舖及增加一條商場通道無需進入百佳往商場上層，並改回超級廣場及增設首間美食廣場於店內引入台灣和中國大陸不同地方之美食。2014年8月，首間滋味佳分店於將軍澳新都城中心開業，售賣日韓零食，與759阿信屋相似，其後2018年拆除滋味佳及美食廣場再縮細後分拆成多間細舖及增加一條商場通道無需進入百佳往商場下層。
其後於2003年將其中2間百佳分店升格為購物廣場，包括新元朗中心及嘉湖銀座（今置富嘉湖分店）。嘉湖銀座最高層全層最初為百佳購物廣場，部分面積以無天花板設計採用商場天花玻璃自然光，以抗衡新元朗中心的家樂福；後來於2007年10月，將嘉湖銀座（今置富嘉湖分店）分店裝修，改為超級廣場，並把小部份分拆成多間店舖包括豐澤電器，豐澤電器不再成為百佳的一部份。到了2018年6月，嘉湖銀座分店再裝修，把小部份分拆成多間店舖並將豐澤搬遷到百佳出口的通道位置, 原有的豐澤商店被裝修成為百佳的部分。
2004年11月起，百佳將位於九龍塘又一城分店更改為新品牌「Taste」，針對中檔市場而設。其後於2006年6月至2021年12月將其中14間百佳分店換上Taste品牌，包括東涌東薈城（2006年6月）、南區赤柱廣場（2006年10月）、灣仔合和中心（2007年10月）、青衣城（2008年2月）、大角咀奧海城2期（2008年4月）、葵芳新都會廣場（2008年7月）、屯門市廣場2期（2008年11月）、元朗千色廣場（2014年3月）、馬鞍山廣場（2014年10月）、牛頭角淘大商場（2014年11月）、鑽石山荷里活廣場（2015年12月）、荃灣綠楊坊（2016年7月）、黃埔花園12期 （2017年9月）、堅尼地城堅城中心（2021年12月）；此外，2007年12月於將軍澳坑口東港城前吉之島二樓部份範圍開設 Taste 超級市場。
2005年6月，位於銅鑼灣利園一期地庫的「Gourmet」美食購物廣場開業，佔地15000平方呎，以高檔消費者為主要對象。
2006年12月，百佳將位於跑馬地山村道的分店更改為「International by PARKnSHOP」，定位為「國際化的生活概念店」，以售賣來自世界各地的日常貨品為主，當中包括環保產品及有機食品。2007年3月，金鐘統一中心分店亦換上該品牌，其後再於2007年8月至2008年期間將數間百佳分店換上 International by PARKnSHOP 品牌，其中包括上環皇后大道中的福陞閣分店、數碼港分店、深井海韻花園分店、北角港運城分店、天后廟道分店、渣甸山春暉道分店等。另外，2010年2月荃灣站上蓋綠楊坊的百佳超級廣場進行重新裝修，並換上 International by PARKnSHOP 品牌，2016年再升格為Taste。
2007年1月9日，百佳、Taste、Gourmet 及 great 共超過220間店舖，推出易賞錢會員優惠計劃，吸引更多市民購物。
2007年10月起，百佳將杏花新城分店翻新及分拆，其中一部份分拆為新品牌 Living Ideas（新舍意），提供各式各樣的家居用品，包括床單、毛巾、廚房用具、玩具、及XBOX 360遊戲機等。其後於2008年8月將馬鞍山廣場分店翻新及分拆一部份為 Living Ideas 品牌，兩間分店於2014年分別翻新為 fusion by PARKnSHOP 及Taste時撤銷。
2008年10月，百佳將位於愉景灣分店更改為「fusion by PARKnSHOP」新品牌，成為全港百佳首間國際化超級廣場。主要售賣新鮮本地食材和西方各類特式佳餚。最初主要將部份較高檔次的百佳分店換上fusion by PARKnSHOP新品牌，其中包括陽明山莊分店、花園道科達中心分店、銀線灣廣場分店、元朗錦綉花園分店、火炭駿景園分店等。隨後更走低檔路線，例如將部份開設於主要針對低收入人士的私人屋苑商場、舊區的街道甚至公共屋邨商場等的百佳分店換上該品牌，故此後期開設的fusion by PARKnSHOP分店定位某程度上與普通百佳無異。截至2017年12月全港已達到56間分店，即表示fusion by PARKnSHOP在香港已相當普遍。
早年百佳曾開設多間24小時營業的便利佳，以抗衡7-11及OK等便利店，2011年時只剩下尖沙咀漢口道、觀塘市中心、天水圍頌富商場、上水彩園商場及國泰城分店。
2000年代厚德商場百佳超級廣場縮小，分拆成多間細舖並增加一條商場通道往來厚德商場及東港城。2016年1月，位於 TKO Gateway 的百佳超級廣場遷上二樓全層取代稻香酒超級漁港。

#### 2010年代
2010年代以黎耀祥為百佳代言人，曾於麗港城商場的改裝後的百佳超級廣場分店拍攝電視廣告。
2011年2月21日，開業5年多位於銅鑼灣利園一期的 Gourmet 結業，有關品牌業務暫停。
2011年，欣安邨開設百佳冷凍食品。
2012年1月，Gourmet 重新於銅鑼灣禮頓中心地庫開業。
2012年9月28日，先施集團與屈臣氏集團首次攜手合作，在油塘「大本型」開設中高檔新品牌「SU-PA-DE-PA」，售賣高級芝士、紅酒及日本禮盒等。當中超市部由百佳營運。其後在油塘港鐵站上蓋位置油麗商場三樓購物廊再開分店。
2013年6月21日，百佳超級市場註冊為有限公司，成立「百佳超級市場（香港）有限公司」，成為屈臣氏集團的子公司。
2013年7月20日，和黃計劃將百佳超級市場放盤，作價約為10至20億美元，但由於所有洽購者作價均未合乎和黃的期望，和黃於同年10月18日宣佈放棄放盤。
2014年11月於都會駅開設第二間滋味佳分店。
2014年9月，位於梅窩的百佳超級市場結業，同日「fusion」於同一位置開業，象徵大嶼山所有百佳已經全線結業；同月起，除百佳字頭外的所有分店均調整收費，不再跟隨百佳原有的收費及減價優惠。
2014年11月28日，位於淘大商場l期的百佳超級市場結業，同日「Taste」於3期開業，比原本的大十倍。
2015年2月，位於觀塘麗港城商場的百佳超級廣場被「fusion by PARKnSHOP」取代，面積比原本的大兩倍。
2015年3月20日，麗城花園分店遷入剛落成的麗城薈街市內
2015年9月，位於黃竹坑港大同學會書院校園內開設滋味佳學校小賣部。
2015年12月28日，位於荷里活廣場二樓的百佳超級廣場遷上四樓，升格為 Taste。
2016年6月30日，位於灣仔利東街地庫一樓開業，成為第二間 Gourmet。
2017年12月，於鰂魚涌華蘭中心地下1至3號室開設全新品牌 Food le parc，佔地29643呎
2017年12月，於青衣城2期開設分店「fusion by PARKNSHOP」，同月起所有「International by PARKnSHOP」分店的收費及減價優惠恢復跟隨百佳。

#### 2020年代
2020年，都會駅fusion分店有店員確診新型肺炎（COVID-19），該分店隨即關閉14天進行消毒。同年4月，部分分店改頭換面為Oishī Su-pa-，並模仿驚安的殿堂的宣傳擺設。
2021年，與先施百貨合資，位於油塘大本型的SU-PA-DE-PA結業。同年7月，位於淘大商場三期的百佳超市結業（原址其後開設Don Don Donki）。同年8月，在淘大商場一期一樓重新開業，並與建華集團合資營運，店舖取名為TASTE x FRESH，為首家合營超市。
2022年1月20日，元朗好順福商場分店於商場翻新後搬到新址，並於同日上午八時開幕。店鋪面積較舊店大，成為元朗區內最大的百佳超級市場。
2022年3月2日，西灣河利基大廈分店宣佈結業。
受2019冠狀病毒病香港疫情影響，2022年3月1日起，全綫分店縮短營業時間，部分分店更在下午3時關門。隨著疫情受控，所有分店已於3月末回復營業時間。
2022年9月，好運中心分店隨商場翻新而結業後於同商場另一地點重開TASTE x FRESH，成為第三間TASTE x FRESH分店。同年12月，屯門市廣場分店亦翻新成為TASTE x FRESH。
2023年1月12日，投資額達2億元的第一期PNS網購物流中心正式投入服務，面積逾30萬方呎，可處理超過1.5萬種商品和有逾100組送貨車隊。而百佳網購平台將正式改名為「PNS網購」。

### 澳門
1996年起，百佳開始進軍澳門市場，於澳門半島的黑沙環(龍園)開設第一間分店、數年後再於氹仔花城區開設第二間更大型的分店，成為澳門首間同時提供海鮮、蔬果等新鮮食品的零售商戶。
隨著賭權開放，澳門經濟好轉，社會急速發展、市民消費力增強，百佳於澳門半島各區增設新店。
2012年1月，澳門氹仔百佳翻新成「fusion by PARKNSHOP 」。
2014年，氹仔花城 fusion 改回百佳超級市場，但跟 fusion 格式不同。
2017年，部分店名為百佳超級廣場被正名為“百佳超級市場”。
2020年6月15日，百佳超級市場旗下高級超級市場品牌「Taste」於濠尚星皓廣場地庫一層開設澳門首間分店。
截止2021年，澳門百佳超級市場共有7間分店和1間旗下高級超市品牌「Taste」：
- 澳門半島分店：信和廣場分店、御景灣分店、凱泉灣分店、灝景峰分店、栢威大廈分店
- 氹仔分店：花城分店、Taste星酷廣場分店
- 路環分店：金峰南岸分店
- 已結業的分店

  - 黑沙環百佳購物中心，2021年2月15日，開店24年的首間黑沙環百佳購物中心結業。
  - 石排灣分店，位於業興大廈地下的石排灣購物中心，因與市政署旗下的租約期滿，於2019年2月17日結業。[9]原址由2019年3月起由來來超級市場取代。
  - 信泰分店、廣逸居分店、建富新村分店、東華新村分店、京澳大廈分店、長運大廈分店
  - 信達廣場分店、海名居分店、寶城大廈分店，於2024年結業

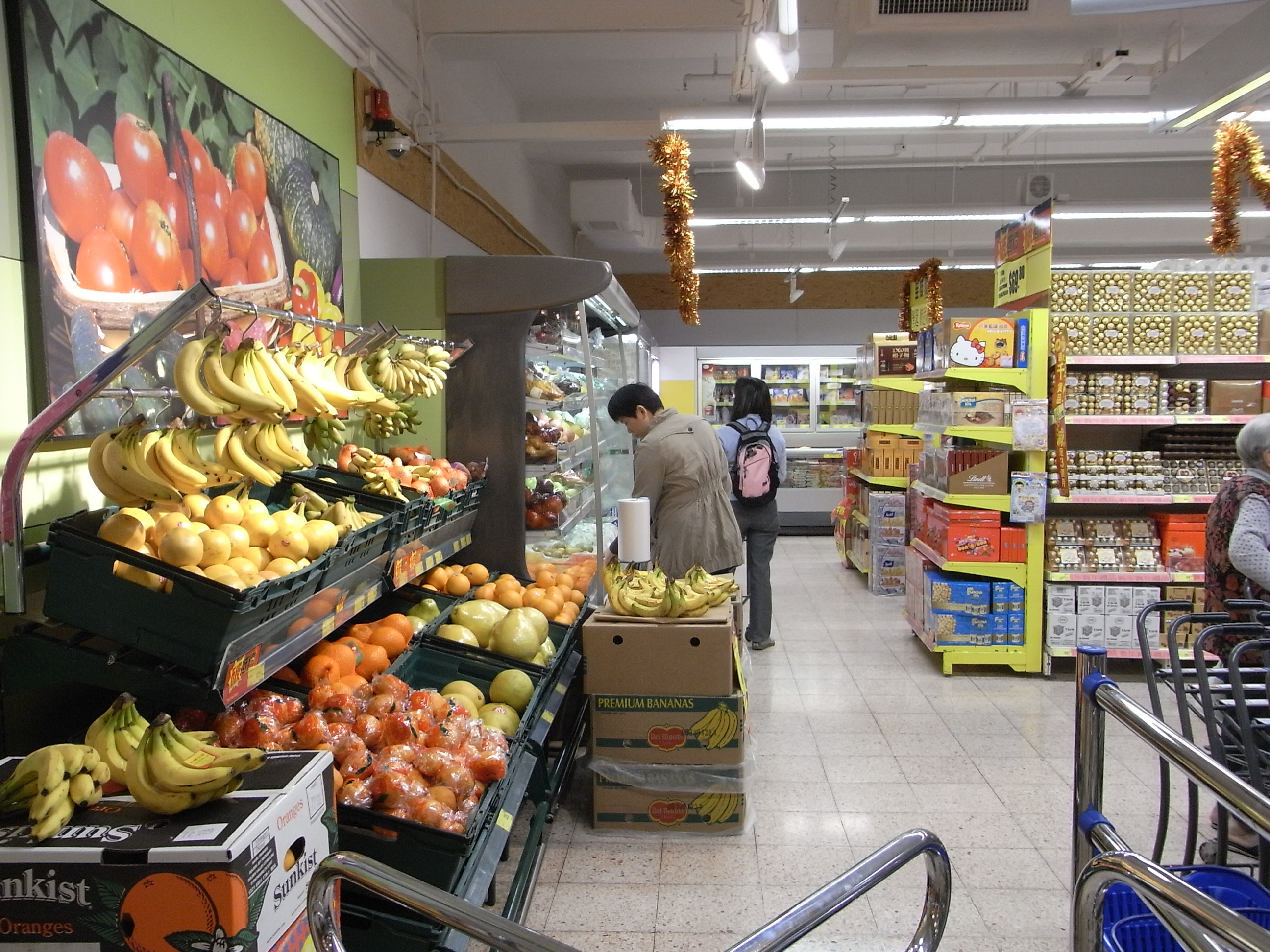
香港公共屋邨 - 幸福邨附屬商場內的百佳超級市場水果部

### 中國大陸
1984年，百佳於廣東深圳蛇口開設中國大陸第一間分店，成為中國大陸第一間外資零售店。（该分店已結業）
2005年，百佳超市進入成都開始展店，先後在當地擁有六家分店。
至2009年為止，百佳超級市場於大陸華北、華南等地設有約百間分店。
2011年百佳在中國大陸銷售額僅43億元人民幣，在外資企業品牌中排第20位，截至去年底全國分店只剩46間。
2012年5月百佳上海店舖全線結業，撤出上海市场。
2014年珠海華發商都開設首間百佳超級市場。
2016年3月，百佳超市全面撤出成都，并关闭最后三间分店。
2018年10月24日永輝超市，百佳中國和騰訊簽署投資協議，並在中國境內設立一家中外合資經營企業。永輝超市將把全部持有的廣東永輝以及深圳永輝股權置入合資公司，出資價值6.223億人民幣，持有合資公司50%股權。百佳中國將把96.67%廣州百佳超級市場，江門百佳超級市場、東莞市國貿超級市場股權及現金1899萬元置入合資公司，出資價值5.016億元，持有合資公司40%股權。騰訊將以現金1.2488億元（或等值外幣）增資，合資公司股權比例為10%，合資公司旗下所有店舖均使用百佳永輝品牌，但原百佳旗下的Taste门店则以“百佳永辉Taste”名义经营。

### 台灣
1990年代起，百佳超市進軍臺灣，全盛時期曾經開到近四十家分店。
2011年，百佳超市在臺灣已持續虧損近新臺幣六十億元，仍不放棄市場，還頂下大批發百貨旗下的七家門市，準備大舉繼續擴張。
但後來無法因應臺灣市場的激烈競爭，百佳超市宣佈撤收，關閉其在臺灣所有直營分店，並將其合併到另一個在臺灣的關係企業屈臣氏之下。

## 產品
除了提供新鮮蔬果、海鮮肉類、糧油雜貨及家居用品外，百佳超級市場亦設有售賣熟食的檔攤，例如中式燒味、雞蛋仔、築地壽司、天之源素食坊等。
此外，百佳亦積極推出各自家品牌如超值牌及佳之選。

## 爭議事件

### 油魚標籤問題
2007年1月，香港百佳超級市場被媒體揭發以「藍鱈魚」、「鱈魚（油魚）/ CODFISH（OILFISH）」等名義出售價錢比鱈魚低7倍的油魚（學名為「異鱗蛇鯖」及「棘鱗蛇鯖」）的急凍魚柳。
多名消費者投訴，指食用百佳出售的急凍鱈魚柳後感到不適，出現肚瀉及排油現象。百佳指稱，「油魚」為「鱈魚」的一種，事件亦不涉及品質和安全問題。但當局指出，「油魚」與「鱈魚」是不同種類，油魚亦含有人體不能消化的蠟酯，部分人士吃後可出現腹瀉。事實上，日本、意大利已有法例禁止油魚入口，澳洲亦不准食肆出售油魚。
政府正跟進百佳是否使用失實標籤及違反商品說明條例，並建議飲食業，不應烹調這些魚類供市民食用。百佳則反駁指急凍鱈魚柳的包裝上已印有警告字句，而貨源地印尼簽發的衛生檢定證明書上亦指魚類為「鱈魚」，不過百佳卻未能提供所有鱈魚產品證明書，及解釋為何在出售產品近半年後，才在產品加上標籤提醒市民食用後可能肚瀉。不少學者及市民都不滿意百佳的解釋，以及不滿意食物安全中心在接獲投訴後半年才公佈問題以及禁止售賣油魚。此事亦揭發有部分零售商渾水摸魚以平價油魚充當貴價鱈魚。
2007年12月18日，油魚標籤事件結果，百佳罪成，罰款45000港元。

### 膠袋稅實施前自行停派膠袋
百佳超級市場曾經在2007年11月21日宣布不再免費派發膠袋，並鼓勵顧客用環保袋。 如果顧客需索膠袋，百佳職員會建議他們每個膠袋捐款0.2元，用以支持環保。 百佳超市的說法是，希望透過不主動派發膠袋，可以減少環境污染。顾客對此反應不一。但是，在11月25日，百佳以「多一事不如少一事」為理由，宣佈該計劃結束，前後只經歷有5天而已。

### 冤枉顧客偷竊事件
2008年5月中旬百佳超級市場長洲分店誤將一名七旬婆婆「當賊辦」，指她在店內偷走兩條香蕉，後來證實百佳出錯，最後百佳向她公開道歉。
2008年5月23日百佳超級市場馬頭圍分店指一名女士偷香口珠，後來家人回家翻出購物單據才得以證明百佳出錯，百佳拒絕向她公開道歉，更反質疑有關單據的真實性。

### 2019年10月5日全日暫停營業事件
2019年10月5日屬長和系旗下的百佳超級市場、屈臣氏、豐澤，早上分別於facebook專頁宣佈，由於禁蒙面法造成之交通不便及顧客和員工安全，除機場店外，店舖休息一天。

### 每磅770元燒鹹豬手
2020年5月1日，澳門政府推出電子消費卡並開始啟用，但多間超市抬價，其中，賈伯樂百佳出現每磅770元燒鹹豬手。

### 難民食物提取服務被濫用
百佳超級市場與投得社會福利署「主理和執行免遣返聲請人援助工作」服務合約的香港國際社會服務社合作，容許滯留香港的免遣返聲請人在超級市場內提取指定類型的食物及飲品，而相關款項則由香港特別行政區政府社會福利署承擔。
然而，無綫電視《東張西望》在2023年10月16日至10月18日所播出的三集節目中揭發有香港本地婦女及南亞裔人士，持續在油麻地渡船街的百佳超級市場分店，利用政府提供的「難民食物卡」儲值額，於提取食物後轉售予其他市民及商店以作圖利及套取款項。
社會福利署及香港國際社會服務社在節目播出後，於2023年10月16日向香港警方報案，曾列為「求警調查」案處理，而警方亦於2023年10月18日拘捕涉事之其中6人，惟節目中被焦點報導之涉事者「彭太」則被指潛逃至中國內地。

## 外部連結
- 官方网站